# Musée Baud
Het Musée Baud is een museum in L'Auberson, een gehucht nabij Sainte-Croix in Vaud, Zwitserland. Het richt zich met name op mechanische muziekinstrumenten.

## Collectie
In het museum zijn rond zestig stukken te zien uit de periode van 1750 tot 1940. De collectie bestaat uit onder meer muziekautomaten, speeldozen, orchestrions, serinettes, doosjes en kooitjes met een mechanische zangvogel, mechanische schilderijen (tableaux animés), polyphons, platenspelers en horloges. Verder zijn er talrijke accessoires te zien en een collectie foto's.
Er kan ook naar de apparaten geluisterd worden, zoals naar een groot draaiorgel uit het jaar 1900 die op jaarmarkten dienst deed, een mechanisch orgel met verschillende violen of een orkest dat is samengesteld uit tien mechanische muziekinstrumenten.

## Geschiedenis
Het museum is gewijd aan de instrumentmakers Frédy, Robert en Auguste Baud die samen tussen 1946 en 1956 mechanische muziekinstrumenten repareerden. Het museum werd geopend op 2 oktober 1955.
Tussen 1963 en 1998 werd het museum doorlopend veranderd en uitgebreid. In 1995 wisselde het van bezitter waardoor voorkomen werd dat de museumstukken over de gehele wereld verspreid zouden raken.

## Galerij

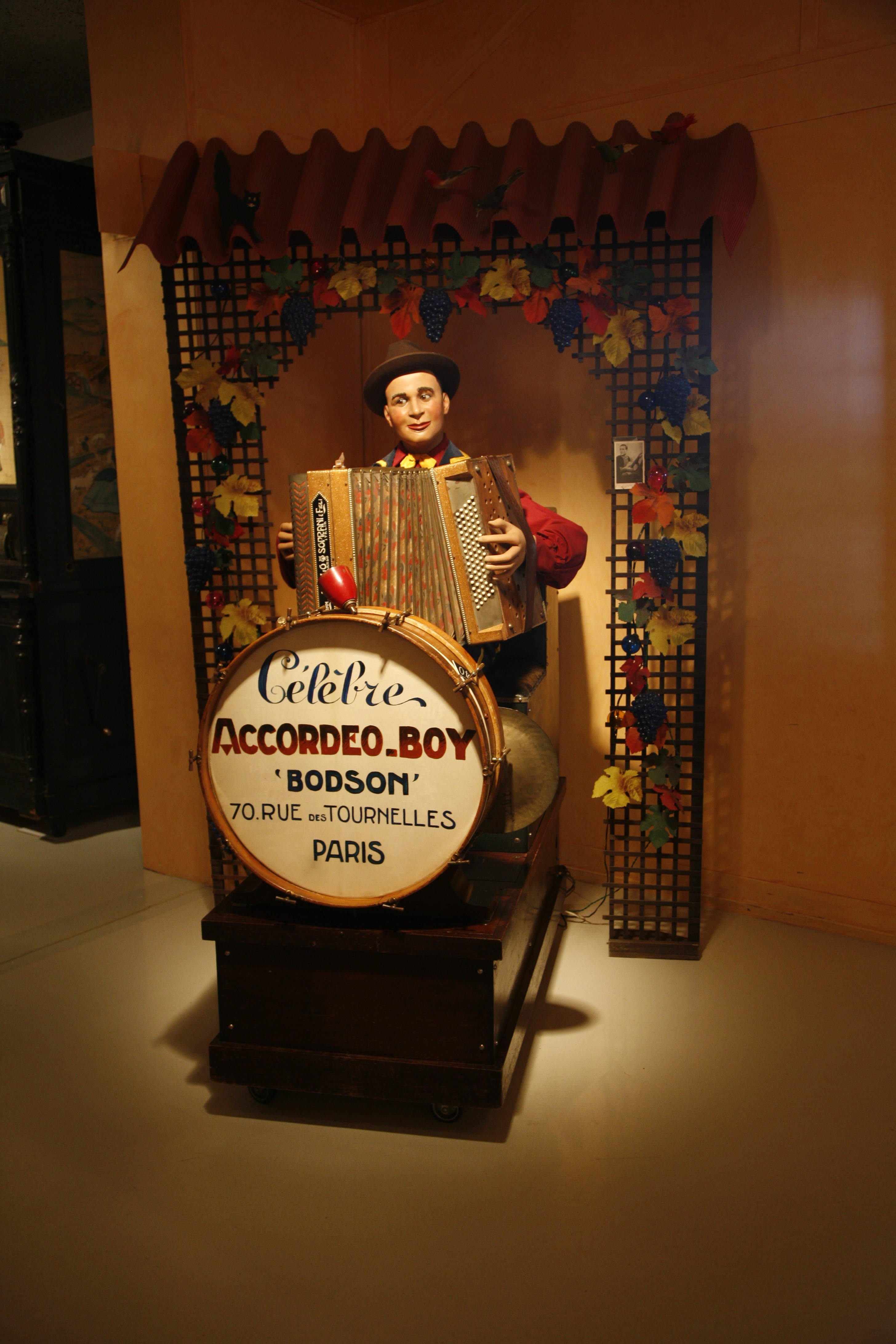
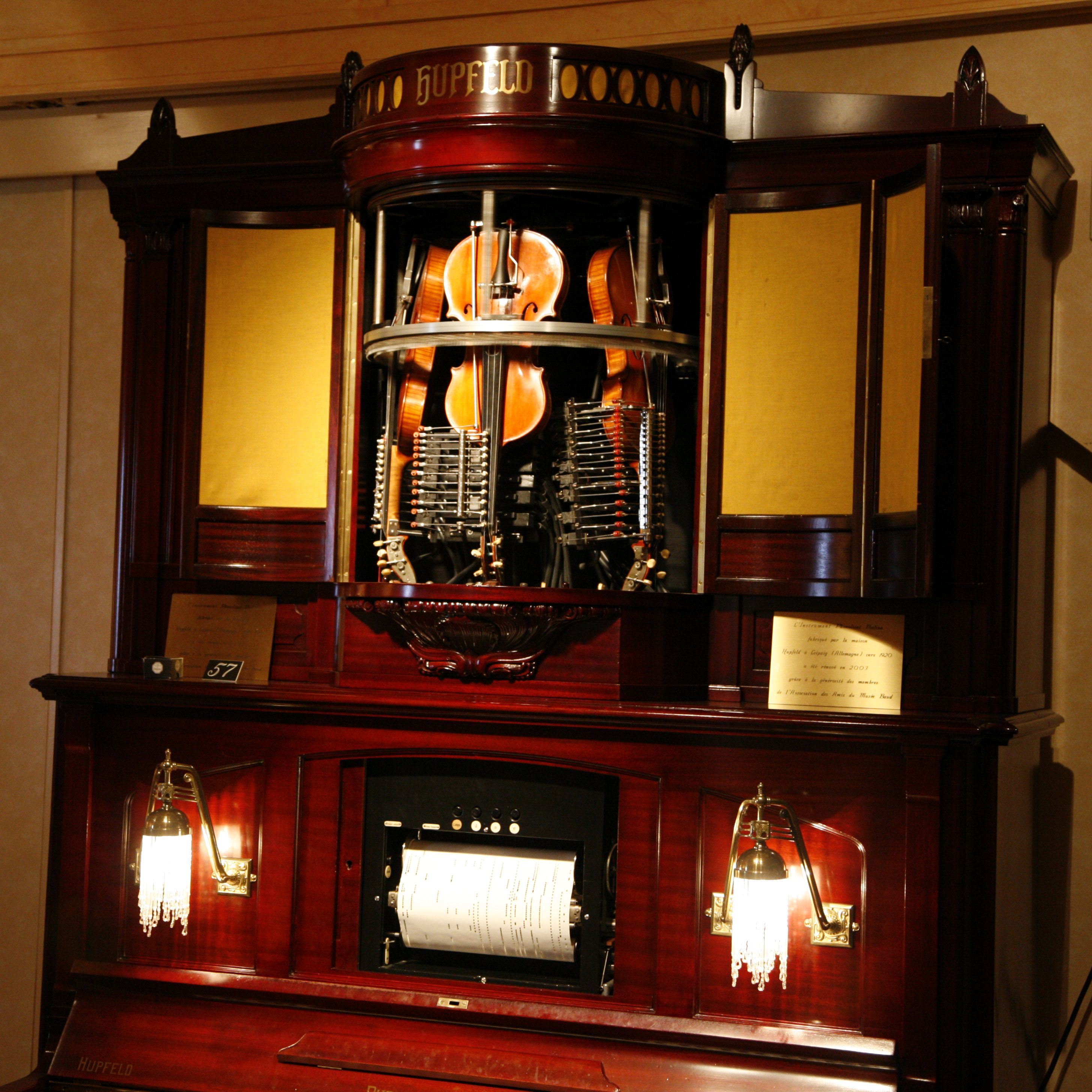
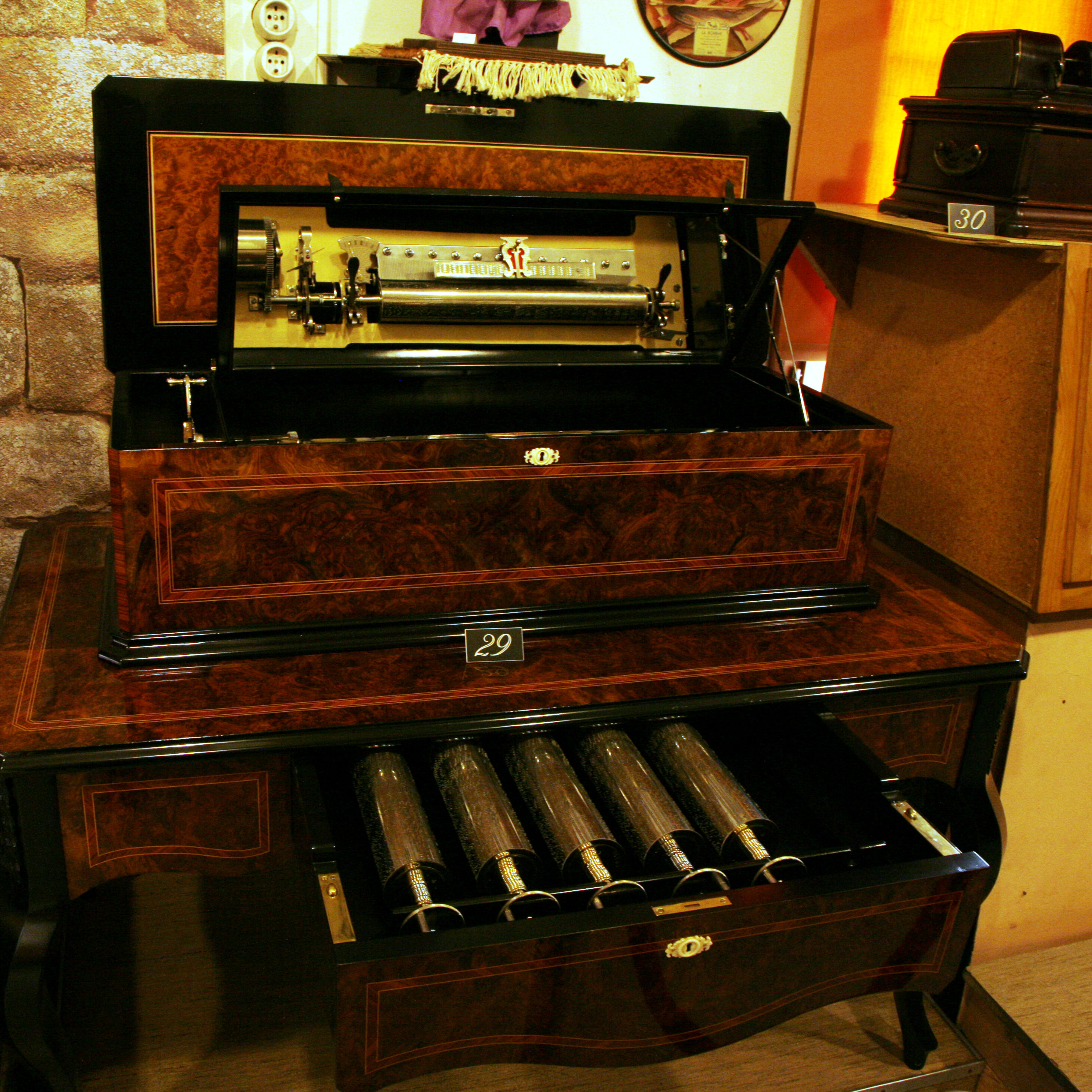
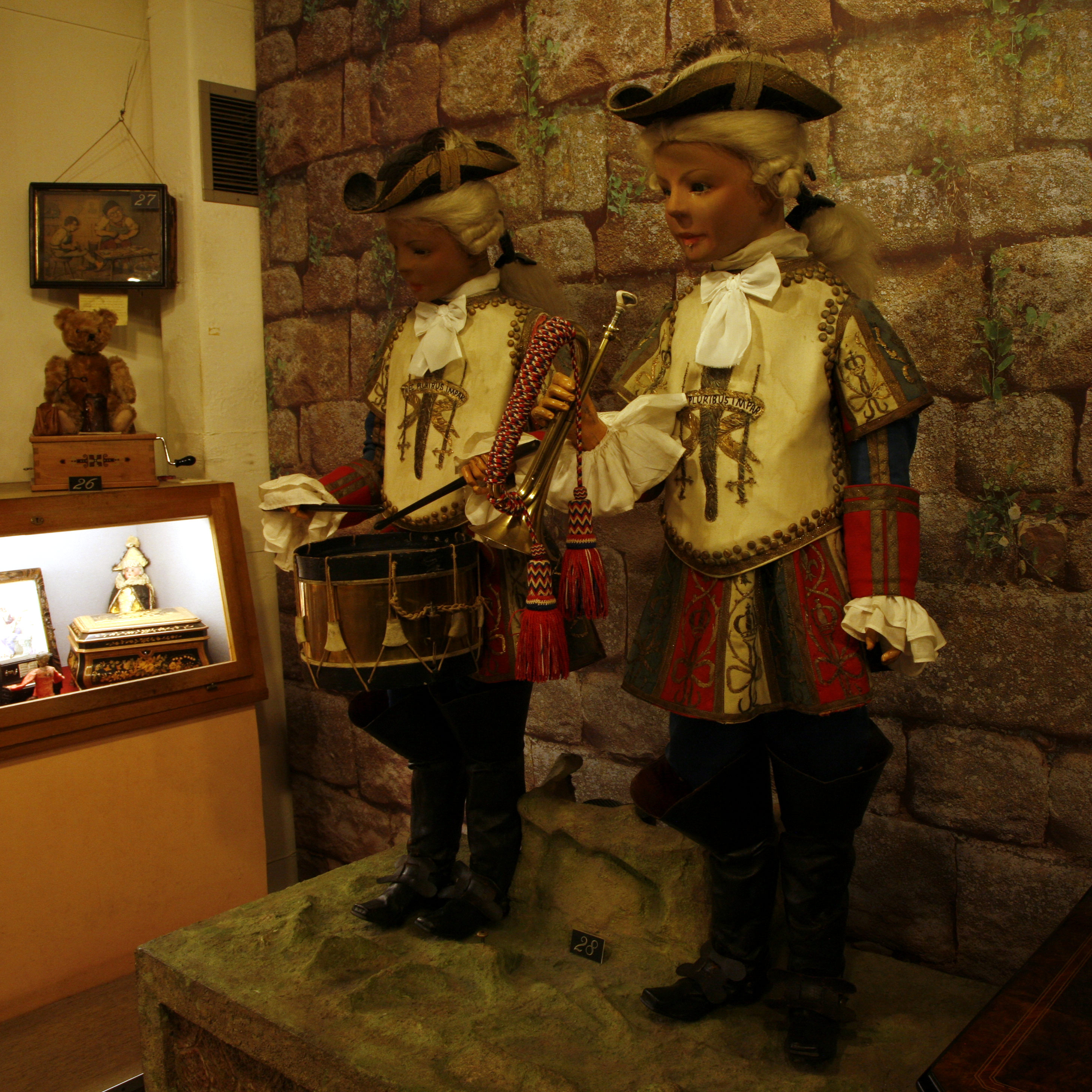
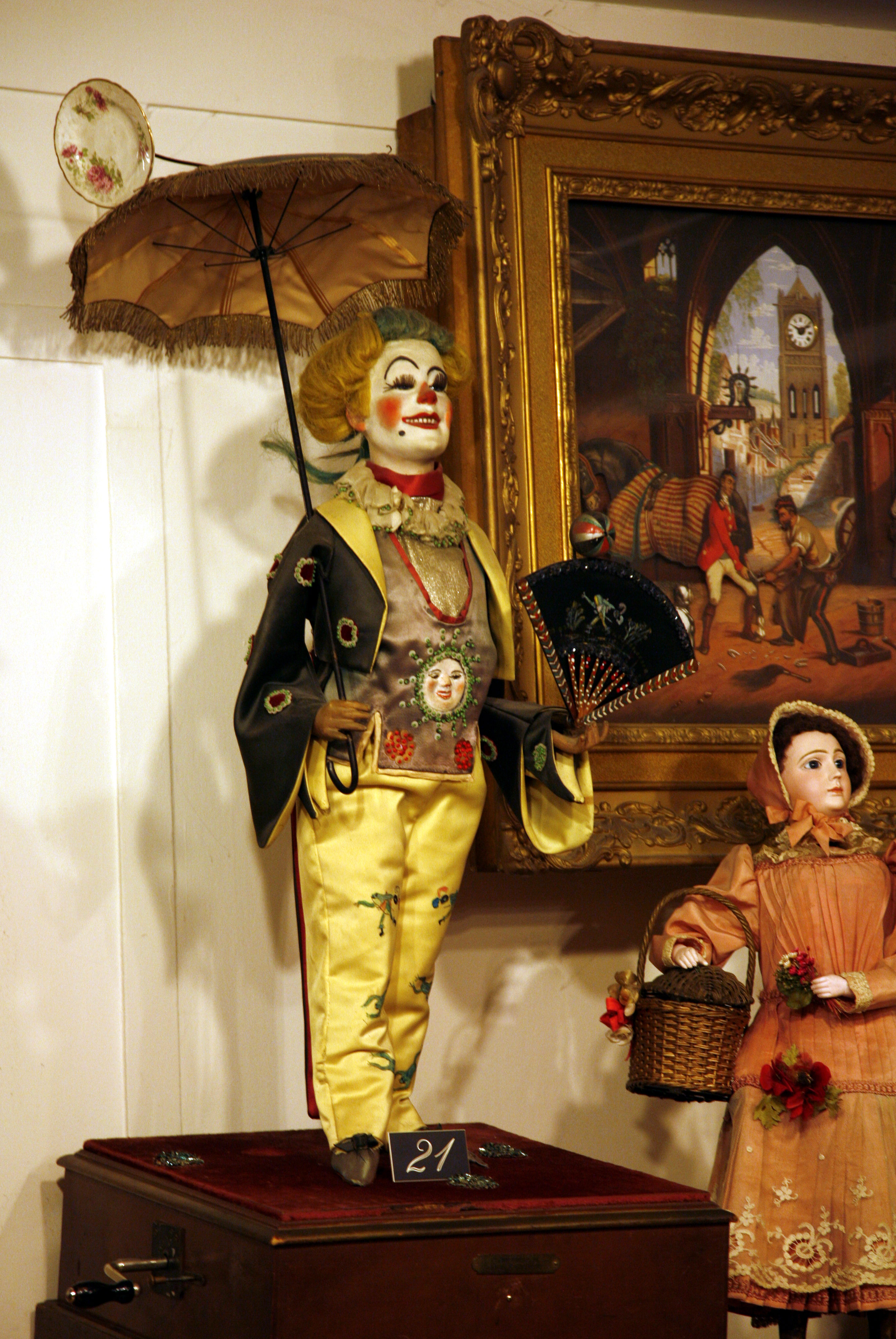
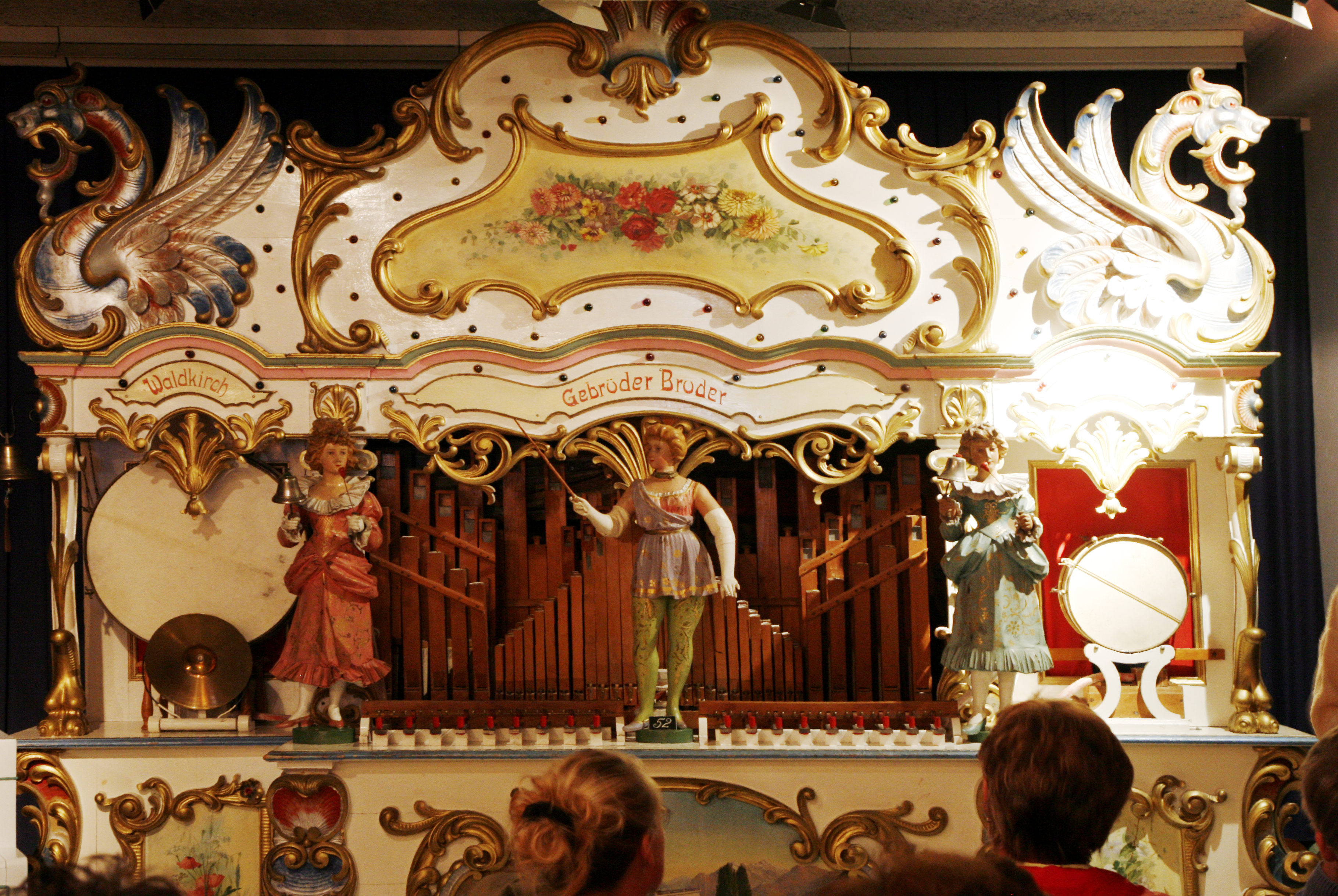
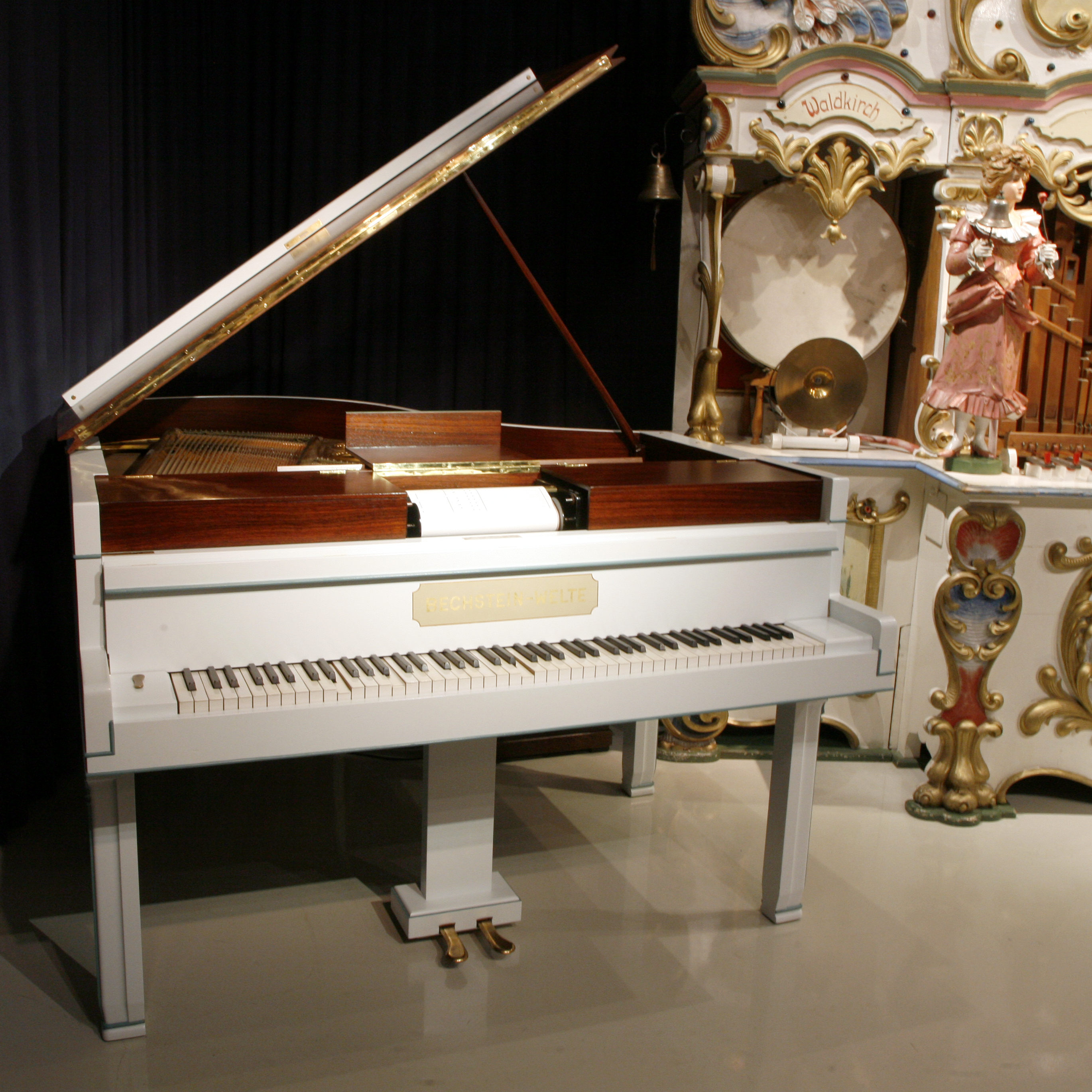
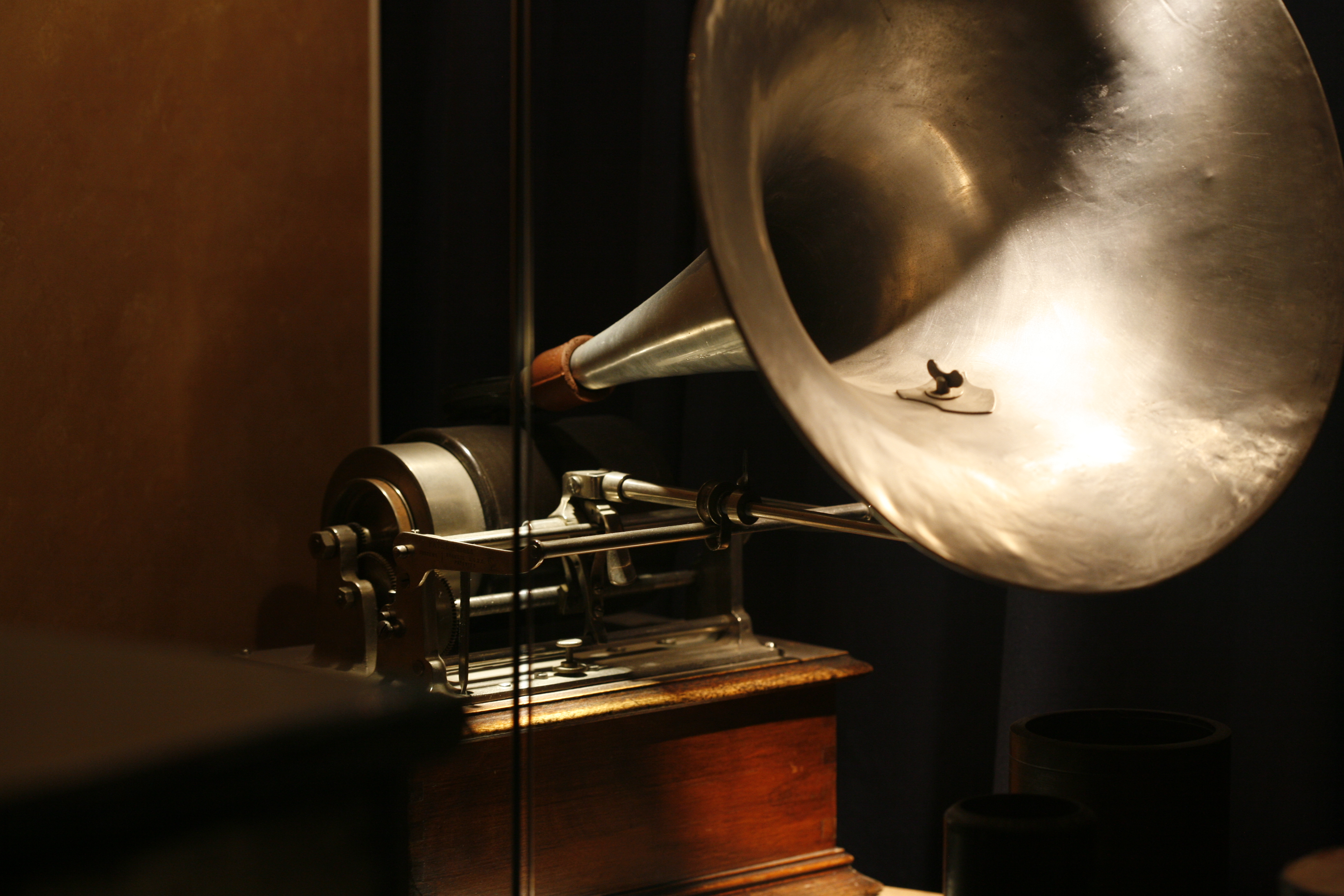
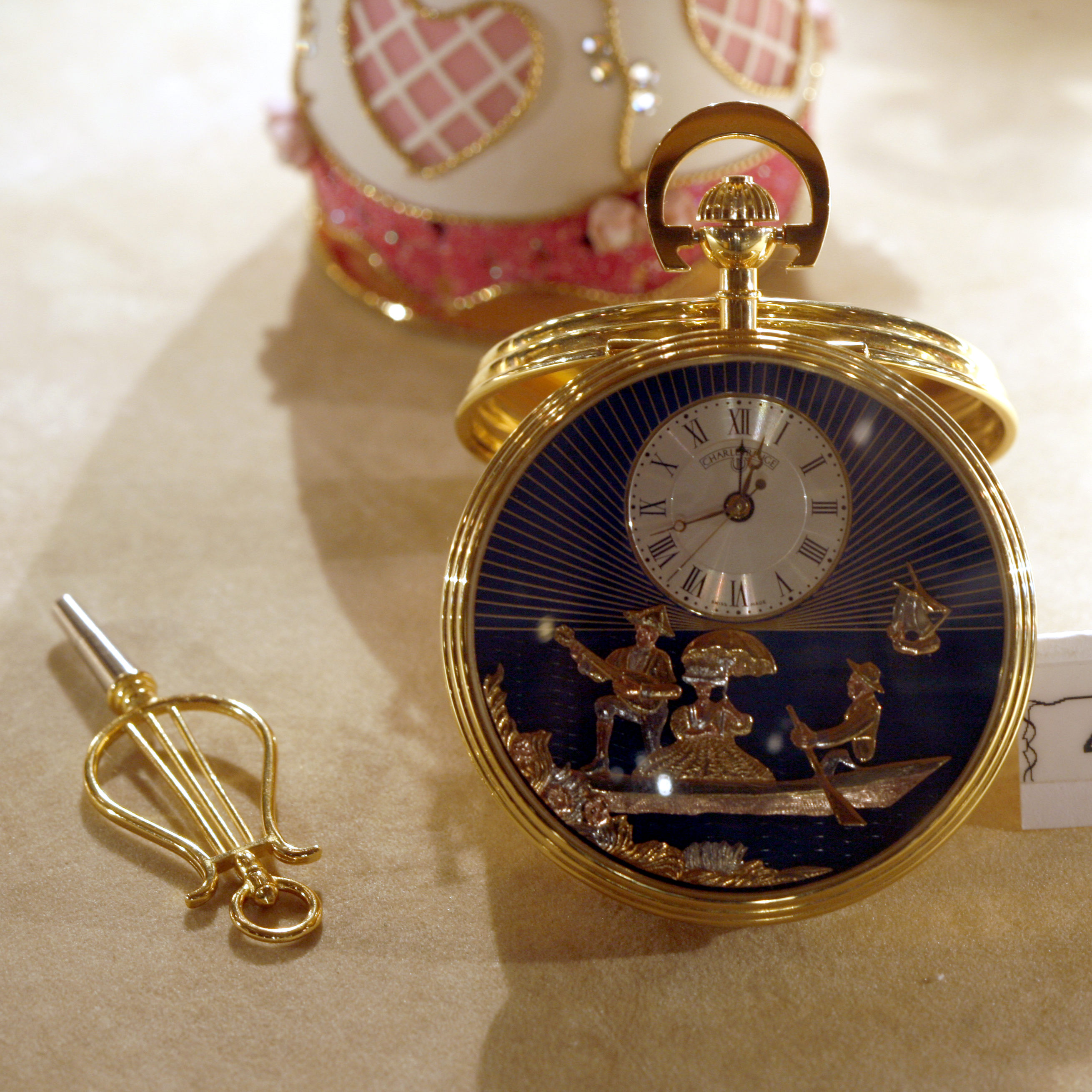